# Îngerul beat
Îngerul beat este un film japonez din 1948, regizat de Akira Kurosawa.